# Alexis-François Artaud de Montor
Alexis-François Artaud de Montor (París, 21 de julio de 1772-París, 12 de noviembre de 1849) fue un historiador, diplomático y traductor francés.

## Obras

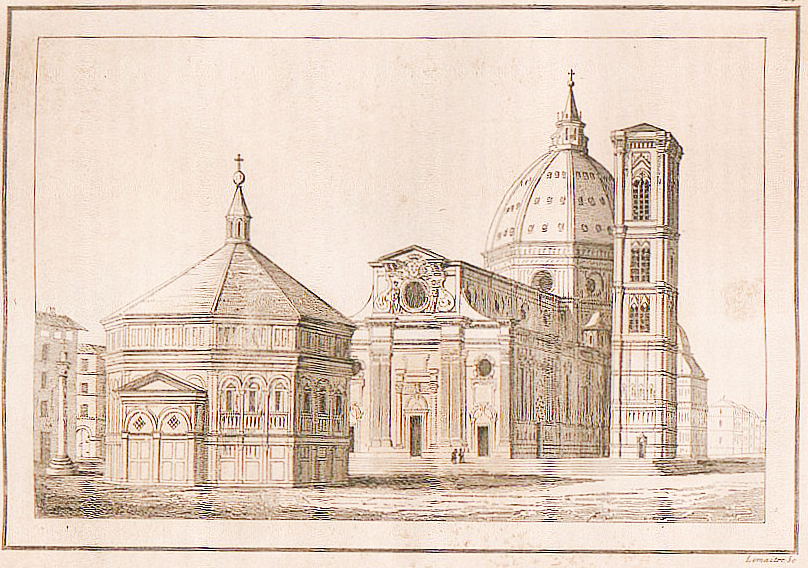
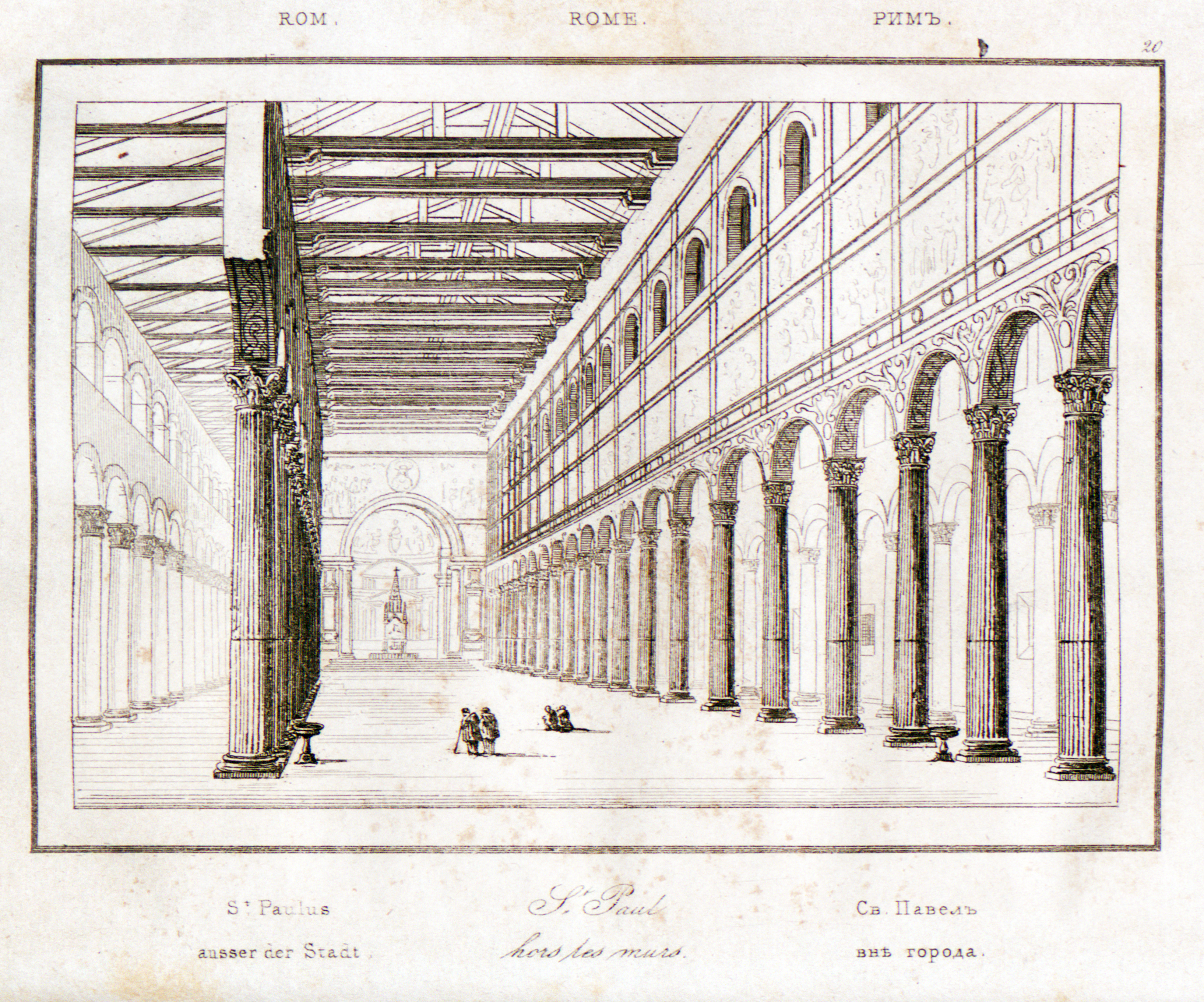
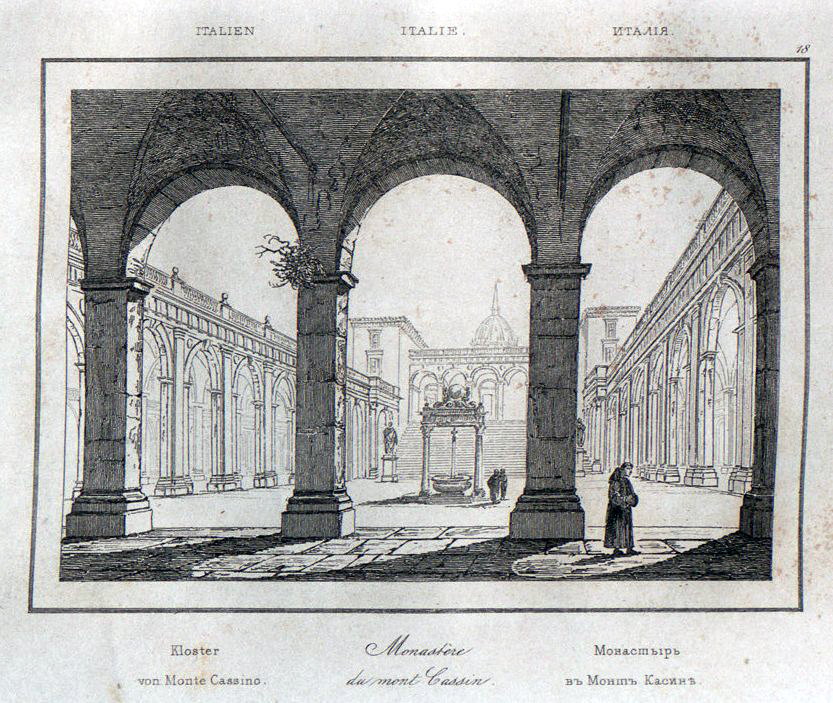

- Italie (en francés). París: Firmin Didot. 1835.